# 劉鳴鳳
劉鳴鳳（？—17世紀），字仲胤，瀘州直隸州納溪縣人，明朝、南明政治人物。

## 生平
劉鳴鳳是崇禎三年（1630年）舉人，十六年（1643年）成進士，獲授浙江道監察御史。永曆四年（1650年）自太常寺卿監督貴州學政，視察考生有否冒濫；十年（1656年）改到雲南督學，升任貴州布政使，南明滅亡後在平越隱居。

## 引用
1. 1 2  錢海岳《南明史·卷六十三·列傳第三十九》：劉鳴鳳，字賡颺，納溪人，崇禎十六年進士。官浙江道御史。永曆四年八月，以太嘗卿督貴州學政，考貢分別冒濫。十年，調督學雲南，擢貴州布政使。國亡，隱平越。
2. ↑  嘉慶《瀘州直隸州志·卷八·選舉》：舉人 明……劉鳴鳳 崇正庚午，見進士，詳見人物